# Plectroglyphidodon lacrymatus
Espèce
Plectroglyphidodon lacrymatus est une espèce de poissons de la famille des Pomacentridae. 

## Description et caractéristiques
Les adultes peuvent atteindre 10 cm.

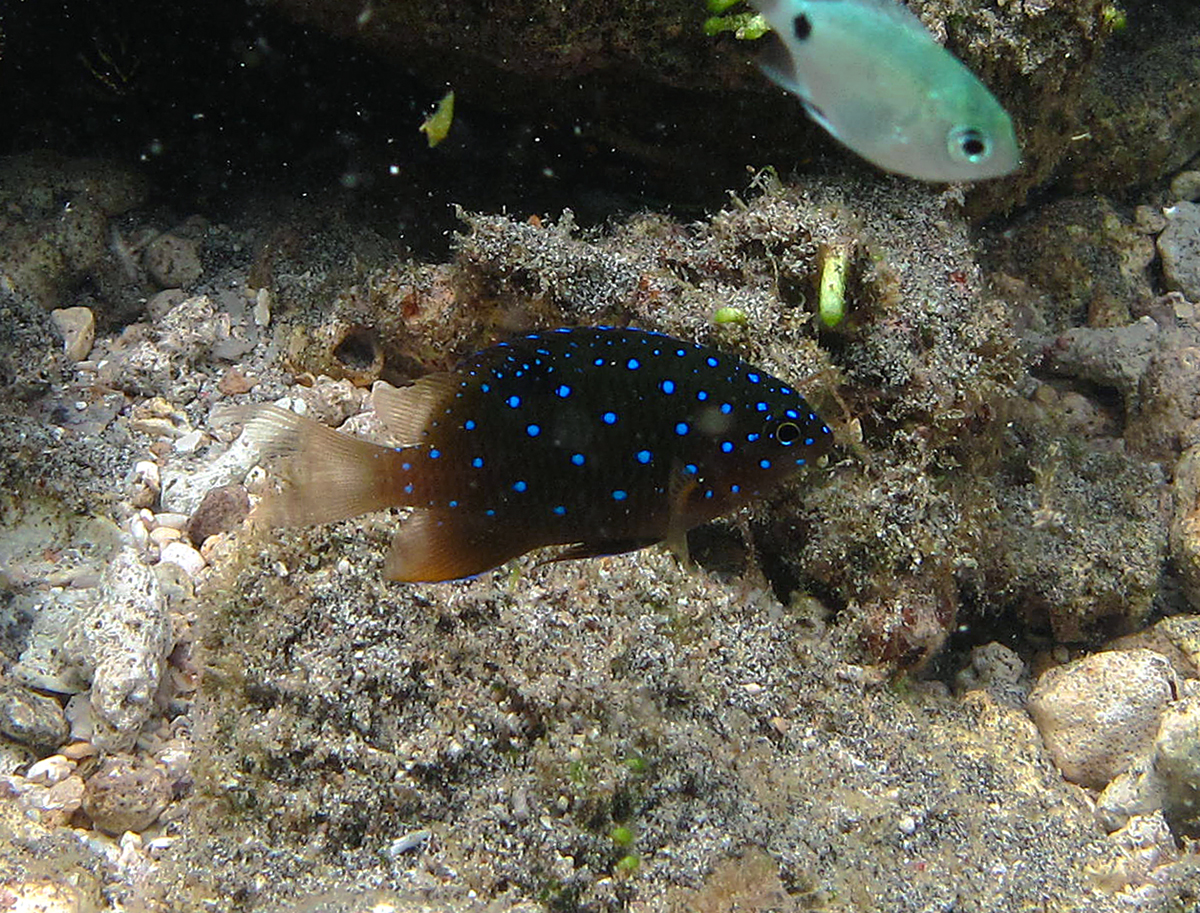
Juvénile
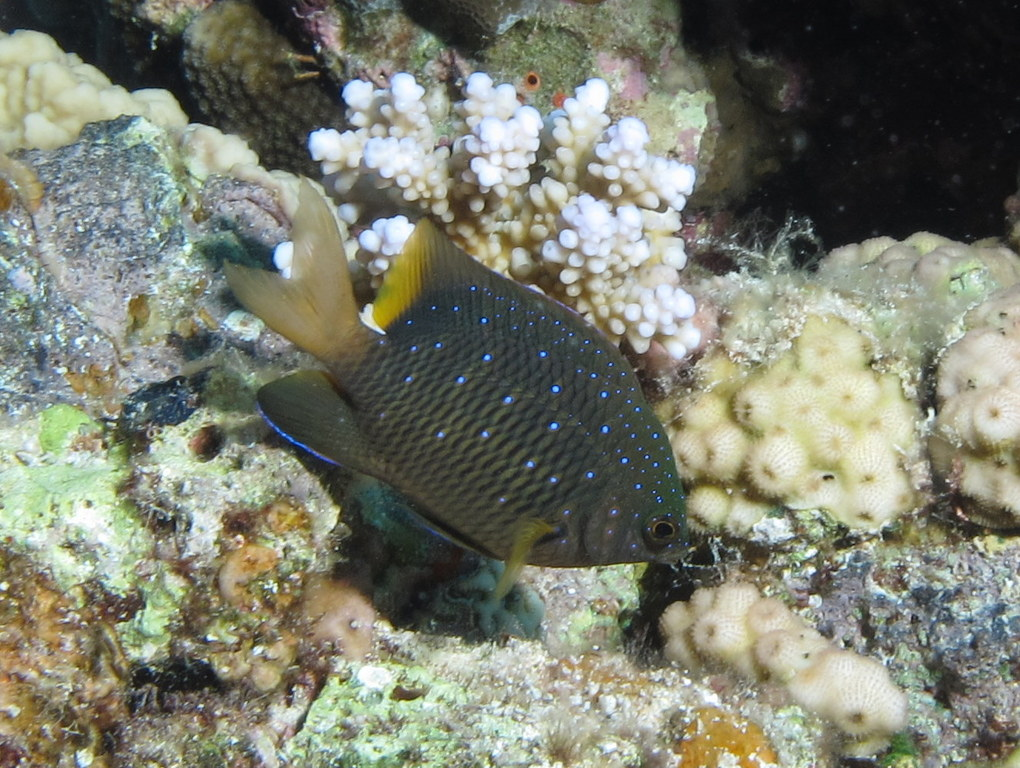
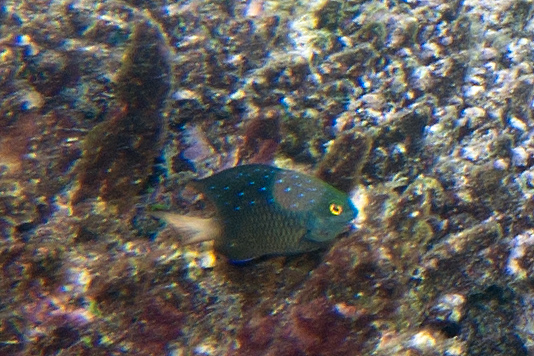
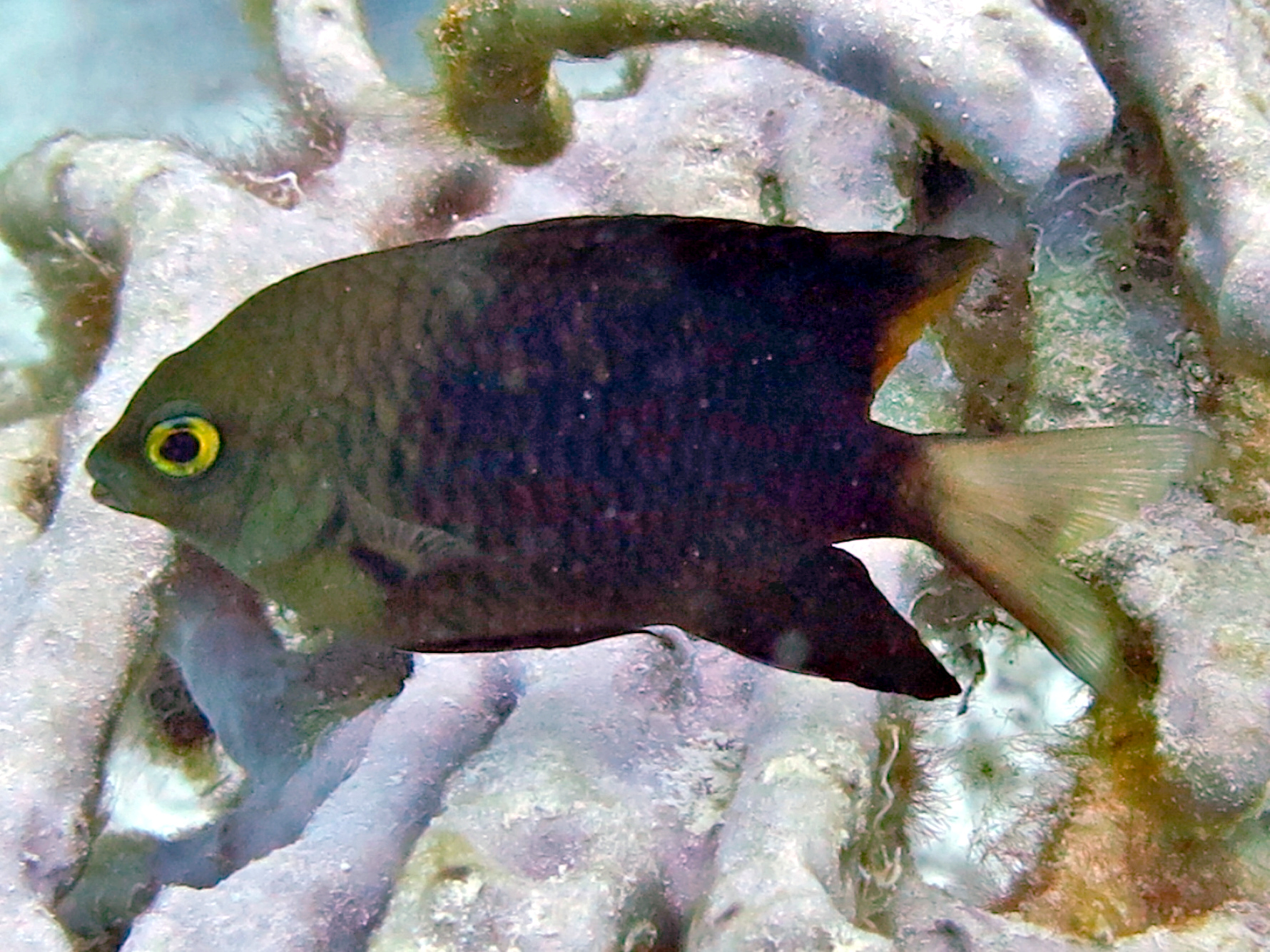
Adulte mature